# Ruggierone da Palermo
Ruggierone da Palermo, conosciuto anche come Rugierone da Palermo o Ruggerone da Palermo (fl. XIII secolo), è stato un poeta italiano della Scuola siciliana vissuto nel XIII secolo.

## Biografia
Della vita di Ruggierone si hanno pochissime notizie. Già ravvisato nella figura di un notaio o di un frate, potrebbe essere identificabile anche con un "Raniero da Palermo" o un "Rinaldo da Palermo", valletto imperiale nel 1240 .
Di Ruggierone rimane solo un componimento: Ben mi degno alegrare, incluso nel quinto fascicolo del "Canzoniere Vaticano". Gli si ritiene altresì attribuibile la canzone Oi lasso! nom pensai, presente pure nel "Canzoniere Laureziano - Rediano"